# Ben Tucker
Benjamin M. Tucker (Nashville (Tennessee), 13 de diciembre de 1930 – Hutchinson Island (Georgia), 4 de junio de 2013) fue un bajista y contrabajista de jazz estadounidense que trabajó en centenares de grabaciones. Tucker participó en álbumes de Art Pepper, Billy Taylor, Quincy Jones, Grant Green, Dexter Gordon, Hank Crawford, Junior Mance y Herbie Mann.
Nació en Tennessee. Como bajista debutó en la Dave Bailey Quintet en 1961 y escribió la versión instrumental de la canción "Comin' Home Baby!", incluida en el álbum Two Feet in the Gutter. Bob Dorough escribió posteriormente la letras para la canción y la versión vocal se convirtió en un éxito Top 40 para el cantante de jazz Mel Tormé en 1962.
Tucker grabó el álbum Baby, You Should Know It (Ava, 1963) con Victor Feldman, Larry Bunker, Bobby Thomas, Ray Crawford, Tommy Tedesco y Carlos "Patato" Valdés.
En 1972, Tucker compró dos estaciones de radio, WSOK-AM, que llegó a alcanzar los 400,000 oyentes, y WLVH-FM, ambas localizadas en su ciudad Savannah (Georgia).
Murió en un accidente de tráfico en Hutchinson Island, Georgia, el 4 de junio de 2013.

## Discografía
Con Mose Allison
- The Word from Mose (Atlantic, 1964)

Con Dave Bailey
- Reaching Out (Jazztime, 1961)
- Bash! (Jazzline, 1961)
- 2 Feet in the Gutter (Epic, 1961)

Con Kenny Burrell
- On View at the Five Spot Cafe (Blue Note, 1959)
- Freedom (Blue Note, 1964 [1980])
- Swingin' (Blue Note, 1956 [rel. 1980])

Con Eddie "Lockjaw" Davis
- Love Calls (RCA Victor, 1968)

Con Lou Donaldson
- Gravy Train (Blue Note, 1961)

Con Teddy Edwards
- Sunset Eyes (Pacific Jazz, 1960)
- It's All Right! (Prestige, 1967)

Con Gil Evans
- The Individualism of Gil Evans (Verve, 1964)

Con Dexter Gordon
- Clubhouse (Blue Note, 1965 [1979])

Con Grant Green
- Green Street (Blue Note, 1961)
- Sunday Mornin' (Blue Note, 1961)
- Grantstand (Blue Note, 1961)

Con Chico Hamilton
- Chico Hamilton Trio Introducing Freddie Gambrell (World Pacific, 1958)

Con Roland Hanna
- Easy to Love (ATCO, 1960)

Con Willis Jackson
- Gator's Groove (Prestige, 1969)

Con Illinois Jacquet
- The Message (Prestige, 1963)
- Bottoms Up (Prestige, 1968)

Con Quincy Jones
- Quincy's Got a Brand New Bag (Mercury, 1965)

Con Clifford Jordan
- Soul Fountain (Vortex, 1966 [1970])

Con Yusef Lateef
- The Centaur and the Phoenix (Riverside, 1960)

Con Junior Mance
- The Soulful Piano of Junior Mance (Jazzland, 1960)

Con Herbie Mann
- Herbie Mann at the Village Gate (Atlantic, 1961)
- Herbie Mann Live at Newport (Atlantic, 1963)
- Standing Ovation at Newport (Atlantic, 1965)

Con Warne Marsh
- Jazz of Two Cities (Imperial, 1956)

Con Pat Martino
- Strings! (Prestige, 1967)
- East! (Prestige, 1968)

Con James Moody
- The Blues and Other Colors (Milestone, 1969)

Con Gerry Mulligan
- Jeru (Columbia, 1962)

Con Mark Murphy
- That's How I Love the Blues! (Riverside, 1963)

Con Oliver Nelson
- Fantabulous (Argo, 1964)

Con Art Pepper
- The Art Pepper Quartet (Tampa, 1956)
- Art Pepper with Warne Marsh (Contemporary, 1956 [1986]) with Warne Marsh
- Collections (Intro, 1957) con Red Norvo, Joe Morello y Gerry Wiggins
- Modern Art (Intro, 1957)
- Mucho Calor (Andex, 1957) with Conte Candoli

Con Lalo Schifrin
- Samba Para Dos (Verve, 1963) with Bob Brookmeyer

Con Bola Sete
- Bossa Nova (Fantasy, 1962)

Con Jimmy Smith
- Got My Mojo Workin' (Verve, 1966)

Con Jeremy Steig
- Flute Fever (Columbia, 1964)

Con Sonny Stitt
- Sax Expressions (Roost, 1965)

Con Billy Taylor
- I Wish I Knew How It Would Feel to Be Free (Tower, 1968)
- Sleeping Bee (MPS, 1969)

Con Harold Vick
- Commitment (Muse, 1967 [1974])